# Бриль Олександр Олександрович
Олександр Олександрович Бриль (нар. 19 вересня 1988) — український футболіст, півзахисник.

## Життєпис
У ДЮФЛУ з 2001 по 2005 рік виступав за запорізький «Металург». Потім переведений до складу дорослої команди вище вказаного клубу, але через величезну конкуренцію заграти в першій команді юному півзахиснику так і не вдалося (виступав виключно за молодіжну команду). На професіональному рівні дебютував за «Металург-2» 22 жовтня 2005 року в програному (0:1) виїзному поєдинку 11-го туру групи В Другої ліги України проти комсомольського «Гірник-Спорту». Олександр вийшов на поле на 86-й хвилині, замінивши Михайла Теслі. Першим голом у дорослому футболі відзначився 14 травня 2007 року на 54-й хвилині переможного (5:0) домашнього поєдинку 24-го туру групи Б Другої ліги проти харківського «Газовика-ХГВ». Бриль вийшов на поле в стартовому складі, а на 51-й хвилині отримав жовту картку. За три сезони, проведені в другій команді «козаків», у Другій лізі України зіграв 42 матчі (3 голи).
У 2010 році перебрався в «Фенікс-Іллічовець». У футболці калінінського клубу дебютував 2 травня 2010 року в переможному (2:0) домашнього поєдинку 27-го туру Першої ліги України проти харківського «Геліоса». Олександр вийшов на поле на 73-й хвилині, замінивши Рената Акчуріна. Протягом календарного 2010 року зіграв 19 матчів у Першій лізі України та 1 поєдинок у кубку України.
На початку липня 2012 року підсилив «Десну». У футболці чернігівського клубу дебютував 14 травня 2011 року в переможному (3:1) домашньому поєдинку 19-го туру групи А Другої ліги України проти новокаховської «Енергії». Бриль вийшов на поле в стартовому складі та відіграв увесь матч. Першим голом за «Десну» відзначився 21 травня 2011 року на 50-й хвилині програного (1:2) домашнього поєдинку 20-го туру групи А Другої ліги України проти стрийської «Скали». Олександр вийшов на поле в стартовому складі та відіграв увесь матч. У складі чернігівського клубу зіграв 30 матчів (2 голи) у Другій лізі та 2 поєдинки в національному кубку.
З 2013 по 2014 рік виступав за «Вектор» (Богатирівка) та «Нікополь» в чемпіонаті Запорізької області та чемпіонаті Дніпропетровської області. По ходу сезону 2014 року перебрався до «Агрофірми П'ятихатської», яка виступала в аматорському чемпіонаті України. Допоміг команді виграти аматорський кубок України 2014 року. На професіональному рівні дебютував за петрівський клуб 22 липня 2015 року в переможному (2:1) виїзному поєдинку попереднього етапу кубку України проти «Демні». Олександр вийшов на поле на 113-й хвилині, замінивши Олександра Мішуренка. У футболці «Інгульця» в Другій лізі дебютував 18 вересня 2015 року в програному (0:2) виїзному поєдинку 9-го туру проти херсонського «Кристалу». Бриль вийшов на поле в стартовому складі та відіграв увесь матч. У першій половині сезону 2015/16 років зіграв 5 матчів у Другій лізі України та 2 поєдинки у кубку України.
З 2016 року виступав на аматорському рівні, захищав кольори «Таврії-Скіфа», «Перемоги», «Скорука», «Дружби» (Кривий Ріг) та «НовАвтотранса» (Василівка). З лютого 2022 року виступав за «Віват-Інвест» (Запоріжжя) в обласному чемпіонаті з футзалу.